# Winter-Universiade 2019/Eishockey
Bei der Winter-Universiade 2019 wurden zwei Eishockeyturniere ausgetragen.

## Bilanz

### Medaillenspiegel
| Platz  | Land     | Gold | Silber | Bronze | Gesamt |
| ------ | -------- | ---- | ------ | ------ | ------ |
| 1      | Russland | 2    | –      | –      | 1      |
| 2      | Kanada   | –    | 1      | 1      | 1      |
| 3      | Slowakei | –    | 1      | –      | 1      |
| 4      | Japan    | –    | –      | 1      | 1      |
| Gesamt | Gesamt   | 2    | 2      | 2      | 6      |

### Medaillengewinner
| Disziplin | Gold | Silber | Bronze |
| --------- | --- | --- | --- |
| Männer    | RusslandNikita Serebrjakow Nikita Bogdanow Wadim Kudako Igor Rudenkow Wladislaw Misnikow Bogdan Jakimow Nikita Kamalow Maxim Dschioschwili Iwan Laritschew Danil Kwartalnow Andrei Tschurkin Michail Tichonow Alexander Sorokin Denis Orlowitsch-Grudkow Dmitri Kolgotin Pawel Medwedew Alexander Scharow Iwan Krylow Wjatscheslaw Schewtschenko Jewgeni Woronkow Maxim Malzew                                                                   | SlowakeiErik Kompas Samuel Košút Matej Tomek Patrik Bačik Lukáš Ďurkech Radoslav Gábor Martin Jendroľ Adam Kasanický Patrik Ligas Matúš Mihalko Martin Vyskoč Ivan Fedorko Filip Klema Patrik Marcinek Dalibor Mikula Nino Ondris Daniel Rzavský Erik Smolka Juraj Šiška Sebastián Šmída Jakub Tatár Vladimír Vybiral Ján Zlocha             | KanadaAidan Wallace Adam Henry Tyler King David Thomson Stephen Harper Liam Maaskant Christophe Boivin Nicholas Zajac Michael Morgan Nicholas Chyzowski Daniel Hanlon Daniel Del Paggio Mathieu Lemay Tristan Frei Garrett McFadden John Patterson Carl Neill Alexander Yuill Loik Leveille Jacob Cascagnette Dawson MacAuley Sebastien Auger |
| Frauen    | RusslandWalerija Tarakanowa Marija Batalowa Liana Ganejewa Nina Pirogowa Fanusa Kadirowa Jelena Proworowa Aljona Starowoitowa Anna Timofejewa Jekaterina Dobrodejewa Walerija Merkuschewa Anastassija Tschistjakowa Oxana Bratischewa Jelena Dergatschowa Alewtina Schtarjowa Anna Schibanowa Nadeschda Wolf Wiktorija Kulischowa Jekaterina Nikolajewa Landysch Faljachowa Walerija Pawlowa Nadeschda Morosowa Jewgenija Djupina Anna Schochina | KanadaMaude Levesque-Ryan Leah Bohlken Annabel Faubert Kassidy Nauboris Jodi Gentile Taylor Weber Cassandta Labrie Morgan McCann Natalie Stanwood Lauren Straatman Tricia Van Vaerenbergh Kaitlin Willoughby Mélodie Bouchard Abby Beale Annie Berg Christine Deaudelin Katryne Villeneuve Ailish Forfar Marie-Camille Théorêt Jessica Vance | JapanAyu Tonosaki Natsumi Sugimoto Fumika Sasano Shiori Kosuga Ayumi Sonoda Noa Sakurai Mitsuki Sogabe Ai Ota Chika Otaki Ran Hinata Maika Mizuno Mayo Sakamoto Momoka Miura Mei Miura Shioe Omori Ami Sato Misato Ushikubo Chisato Miyazaki Yoshino Enomoto Akari Tanioka Amika Yoshida Mifuyu Sakashita                                     |